# مضيق سوندا

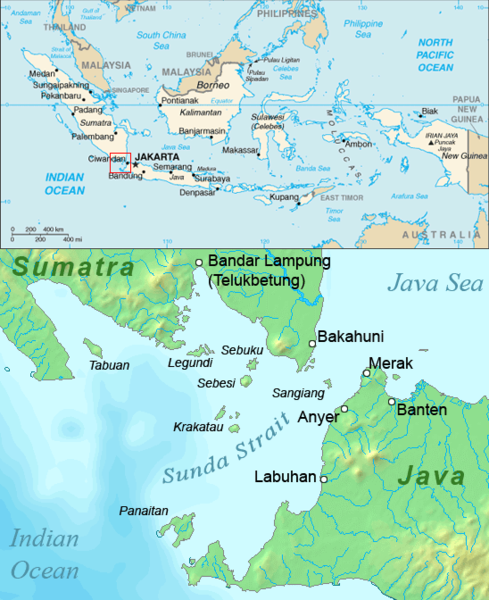
مضيق سوندا

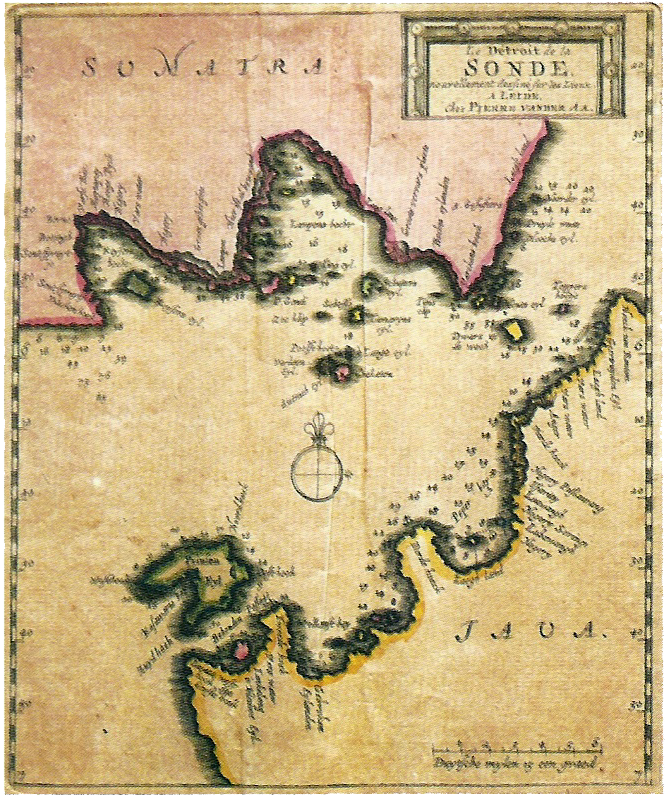
خريطة مضيق سوندا عام 1729 بواسطة بير فان دير آه (Pierre van der Aa)

مضيق سوندا (بالإندونيسية: Selat Sunda) هو مضيق يقع بين جزيرتين إندونيسيتين هما جاوة وجزيرة سومطرة. وهو يربط بين بحر جاوة والمحيط الهندي. ويشتق الاسم من المصطلح الإندونيسي Pasundan، الذي يعني «جاوة الغربية.»

## معلومات جغرافية
يمتد المضيق في الاتجاه الشمالي الشرقي/الجنوبي الغربي، وتقدّر أقل قيمة لعرضه بـ 24 كـم (15 ميل) في نهايته الشمالية الشرقية ما بين كيب توا في سومطرة وكيب بوجات في جاوة. وهو عميق للغاية عند نهايته الغربية، لكنه عندما يضيق ناحية الشرق يصبح أكثر ضحالة، حيث يبلغ عمقه 20 مترًا فحسب (65 قدمًا) في أجزاء من أطرافه الشرقية. وهذا الأمر يجعل من الملاحة فيه أمرًا بالغ الصعوبة، نظرًا لضفافه الرملية، وتدفقات المد والجزر القوية به والعوائق التي صنعها الإنسان مثل محطات استخراج البترول على شاطئ جاوة. وقد كان أحد مسارات السفن الهامة على مدار قرون عديدة، خاصةً في الفترة التي استخدمته شركة الهند الشرقية الهولندية كبوابة للمرور إلى جزر التوابل في إندونيسيا (1602-1799). ونظرًا لضيق المضيق وضحالته وعدم وجود رسم دقيق له، فهو لا يناسب العديد من السفن الكبيرة الحديثة، والتي تستخدم غالبيتها مضيق ملقا بدلاً منه.
ويتميز المضيق بعدد من الجزر المضيقية، منها: سانغيانغ (تسد الطريق الملاحي) سيبيسي، وسيبوكو، وبانايتان (برينسز)، فضلاً عن الجزيرة الأكثر شهرة، وهي كراكاتوا، وقد دُمرت جزر المضيق والمناطق المحيطة بها في جاوة وسومطرة في ثوران كراكاتوا سنة 1883، ويرجع ذلك أساسًا إلى السقوط المكثف للأحجار الخفافة وموجات تسونامي الهائلة التي تسبب فيها الانهيار البركاني. وقد أثر الثوران البركاني على تضاريس المضيق بشكل كبير، نظرًا لترسب ما يتراوح بين 18 إلى 21 كم مكعب من صخور إيجنمبريت في مساحة تقدّر بـ 1.1 مليون كم مربع حول البركان. ولم يتم تعمير بعض المناطق على الإطلاق (مثل المنطقة الساحلية من جاوة التي تم ضمها الآن إلى منتزه أوجونغ كولون الوطني؛ ولكن الآن، تتميز غالبية المنطقة الساحلية بكثافتها السكانية العالية.
وبصرف النظر عن القمة الوحيدة المتبقية في كراكاتوا، راكاتا، يتكون أرخبيل كراكاتوا من جزر لانج (بانجانج أو راكاتا كيسيل)، فيرلاتين (سيرتونج)، ومؤخرًا أناك كراكاتوا، التي ظهرت في عام 1927 من بقايا كراكاتوا الأصلية المحطمة.

## معركة مضيق سوندا
في الأول من مارس، عام 1942، نشبت معركة مضيق سوندا - التي كانت جزءًا من معركة بحر جاوة - عندما واجهت السفن الحربية للحلفاء HMAS بيرث ‏ وسفينة هيوستن الأمريكية ‏ قوة برمائية يابانية بالقرب من بنتن يرأسها الأميرال كنزابورو هارا، والتي كانت تضم سفينة بحرية خفيفة وإحدى عشرة مدمرة، وأربع سفن حربية ثقيلة وحاملة طائرات خفيفة. وقد غرقت السفينتان الحربيتان التابعتان للحلفاء، كما غرقت كاسحة ألغام وسفينة نقل أيضًا ولكن بنيران صديقة.

## جسر مخطط
في ستينيات القرن الماضي، أُثيرت اقتراحات لإقامة جسر يعبر مضيق سوندا، وفي التسعينيات، أثيرت العديد من الاقتراحات الأخرى. وقد تم الإعلان عن خطة جديدة في أكتوبر، الأمر الذي قد يستتبع استغلال جزر أولار، وسانغيانغ، وبراجوريت لإنشاء جسر معلق رباعي الأجزاء يصل إلى 70 مترًا (230 قدمًا) أعلى مستوى سطح البحر على امتداد يصل أقصاه إلى 3 كيلو مترات، تقريبًا أكبر بنسبة 50% من الرقم القياسي للحامل الحالي، وهو جسر أكاشي كايكيو. وقد تبدأ عملية الإنشاء في بداية عام 2012، في حالة توفير مبلغ التمويل الذي يقدّر بحوالي 10 مليارات دولار أمريكي.
وقد تم توقيع اتفاقية في إبريل 2012 مع شركة الصين لإنشاء السكك الحديدية بمبلغ 11 مليار دولار أمريكي وجسر سكة حديدية جديد ثنائي المسار.

## الجزر الموجودة بالمضيق
- أناك كراكاتوا
- كالميير
- كراكاتوا
  - دانان، قمة بركانية في كاراكاتوا
  - بربويواتان، قمة بركانية في كاراكاتوا
  - راكاتا، قمة بركانية في كاراكاتوا
- ليجوندي
- بانايتان (جزيرة برينسز)
- بانجانج، أو راكاتا كيتجيل (لانج)
- بولش هويد
- سانغيانغ (تسد طريق الملاحة)
- سيبيسي
- سيبوكو
- سيرتونج (فيرلاتين)
- ستيرز (جزيرة)
- تابوان

### الخلجان
- خليج لامبونج، سومطرة
- خليج سيمانجكا، سومطرة
- خليج ويلكام، سومطرة